# Manuel Tinio

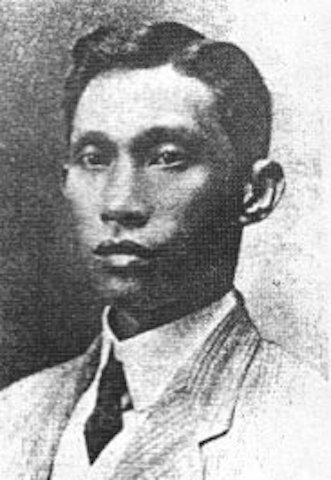
Manuel Tinio

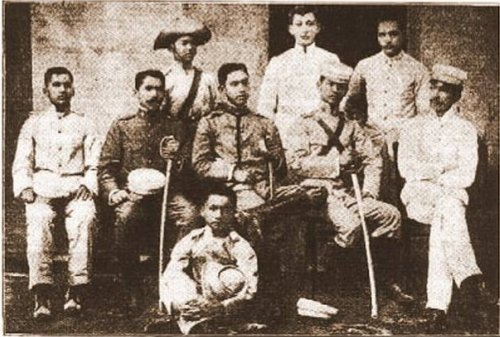
Manuel Tinio zit in het midden

Manuel Tinio (Aliaga, 7 juni 1877 - Manilla, 22 februari 1924) was een Filipijns onafhankelijkheidsstrijder en de jongste generaal in de Filipijnse Revolutie.

## Biografie
Manuel Tinio werd geboren op 7 juni 1877 in Aliaga in de Filipijnse provincie Nueva Ecija. Zijn ouders waren Mariano Tinio Santiago en diens vierde vrouw Silveria Misadsad Bundoc. Tinio voltooide in 1896 zijn middelbareschoolopleiding aan het Colegio de San Juan de Letran en sloot zich in april van dat jaar aan bij de revolutionaire beweging Katipunan. Na het sluiten van het Pact van Biak-na-Bato verbleef hij tot de uitbraak van de Filipijns-Amerikaanse Oorlog in ballingschap in Hongkong. Na zijn terugkeer in de Filipijnen hielp hij in Pangasinan bij het opzetten van het lokale bestuur. Ook voerde hij opstandelingen aan in Abra, Ilocos Norte, Cagayan en La Union. Later werd hij generaal van het zuidelijk deel van Luzon. In 1901 gaf Tinio zich na de Slag om Sinait over aan de Amerikanen.
Na de verkiezing van Isauro Gabaldon in 1907 in het Filipijnse Assemblee werd hij aangesteld als interim-gouverneur van de provincie Nueva Ecija tot hij in november van dat jaar werd herkozen. In 1909 nam hij ontslag nadat hij door de Amerikaanse gouverneur-generaal van de Filipijnen James F. Smith werd benoemd tot directeur van Bureau of Labor. Vier jaar later volgde een benoeming tot directeur van het Bureau of Lands. In deze functie had hij te kampen met grootschalige stakingen onder Filipijnse arbeiders. In 1914 nam hij ontslag, waarna hij ging reizen in Europa. Na zijn terugkeer in de Filipijnen was hij actief als politicus in Nueva Ecija.
Tinio werd in januari 1924 met Cirrose in het ziekenhuis in Manilla opgenomen en overleed in februari 1924 op 46-jarige leeftijd. Zijn doodskist werd per trein naar Cabanatuan vervoerd voor de begrafenis. Op elk treinstation onderweg werden herdenkingsdiensten georganiseerd en de begrafenis in Cabanatuan werd bijgewoond door vele hoogwaardigheidsbekleders waaronder generaal Emilio Aguinaldo, Manuel Quezon en Sergio Osmena. Tinio was vanaf 1899 getrouwd met Laureana Quijano. Na haar overlijden hertrouwde hij met haar jongere zus Maura Quijano. Hij kreeg twaalf kinderen. Een achterkleinkind Beatriz Lucero-Lhuillier won in 1992 een bronzen medaille op de Olympische Zomerspelen in Barcelona. De dichter, toneelschrijver en nationaal kunstenaar van de Filipijnen Rolando Tinio was een neef van Manuel Tinio.